# Marqués de Casa-Fuerte

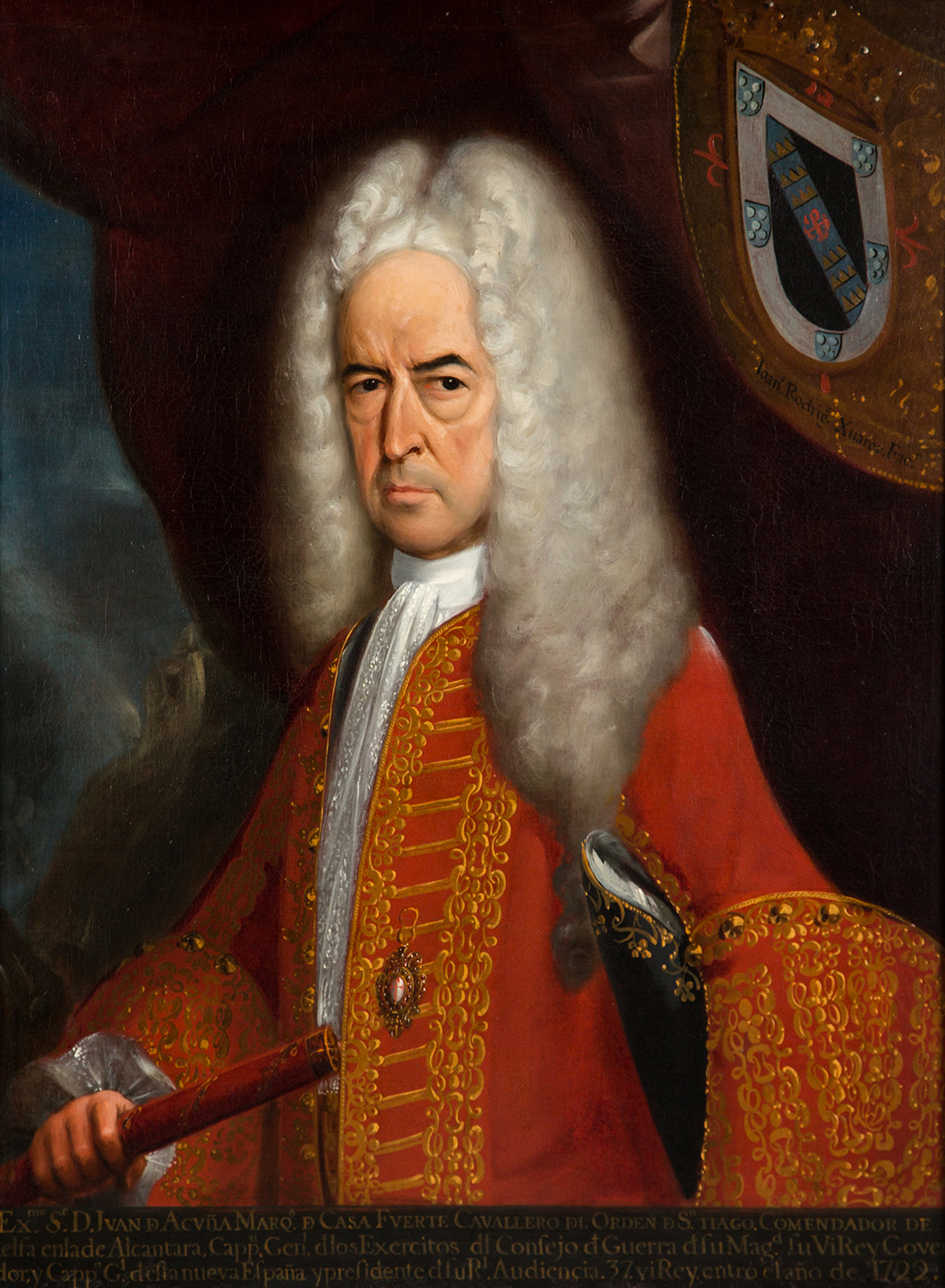
Juan Vázquez de Acuña y Bejarano (1658-1734), 1e markies van Casa-Fuerte

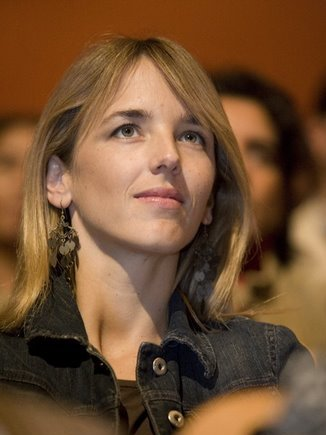
Cayetana Álvarez de Toledo, huidige titeldraagster (2009)

Marqués de Casa-Fuerte is een sinds 1709 bestaande Spaanse adellijke titel.

## Geschiedenis
De titel werd op 27 februari 1709 toegekend aan Juan Vázquez de Acuña y Bejarano (1658-1734), 1e markies van Casa-Fuerte en vicekoning van Nieuw-Spanje. De titel vererfde op nazaten De Acuña en ging vervolgens over op leden van de familie Álvarez de Toledo. De 11e markies was Illan de Casa-Fuerte (1882-1962), op zijn beurt opgevolgd door zijn zoon don Juan Illán Álvarez de Toledo y Giraud (1926-2012), in 1999 getrouwd met doña Dolores Aramburu y Houlin (1968), door haar huwelijk markiezin van Casa-Fuerte.
Huidige titeldraagster is sinds 23 oktober 2013 doña Cayetana Álvarez de Toledo y Peralta-Ramos (1974), historica, journaliste en tussen 2008 en 2015, en sinds 2019 lid van het Congres van Afgevaardigden in Spanje, dochter van don Juan Illán Álvarez de Toledo y Giraud (1926-2012). Zij trouwde in 2001 met don Joaquin Güell met wie zij twee dochters heeft, van wie de oudste, doña Cayetana Isabel Patricia Güell (2009), de vermoedelijke opvolgster in de titel is. Het gezin woonde in 2017 in Parijs.